# Theodora Woolley
 (juin 2021).
Si vous disposez d'ouvrages ou d'articles de référence ou si vous connaissez des sites web de qualité traitant du thème abordé ici, merci de compléter l'article en donnant les références utiles à sa vérifiabilité et en les liant à la section « Notes et références ».
Theodora Miranne (également connue sous le nom de Theodora Woolley) est une actrice américaine.
Theodora Miranne est née sous le nom de Theodora Woolley.  Elle est une actrice et productrice connue pour Gemini Man (2019), Blacklist: Redemption (2017) et The Night Before (2015).  Elle est mariée à Robert Miranne depuis le 30 juillet 2016.

## Biographie
Elle a étudié au Stella Adler Studio of Acting à New York.

## Filmographie

### Séries télévisées
- 2013 : Nepotism
- 2013 : 21st Century
- 2014  : Saison 4 de Person of Interest : Brooks
- 2015  : Blue Bloods
- 2015  : Broad City
- 2015 : Eye Candy : Tessa
- 2015 : Broker : Brandi
- 2015 : Good Bones : Pippa Quayle
- 2015 : Landing Up : Lysi
- 2017  : Blacklist: Redemption

### Films
- 2015 : The Night Before
- 2019 : Gemini Man